# Notonecta obliqua
Notonecta obliqua är en insektsart som beskrevs av Carl Peter Thunberg 1787. Notonecta obliqua ingår i släktet Notonecta, och familjen ryggsimmare. Arten är reproducerande i Sverige.